# Mysidia distincta
Mysidia distincta är en insektsart som beskrevs av Broomfield 1985. Mysidia distincta ingår i släktet Mysidia och familjen Derbidae. Inga underarter finns listade i Catalogue of Life.